# Gottlieb Reinbold
Gottlieb Reinbold (* 19. November 1892 in Ottoschwanden; † 12. Oktober 1985 in Freiamt) war ein deutscher Landwirt und Politiker (BCSV, CDU).

## Leben
Nach dem Besuch der Volksschule arbeitete Reinbold in der Landwirtschaft und übernahm 1919 einen eigenen Bauernhof in Freiamt.
Nach dem Zweiten Weltkrieg trat Reinbold in die BCSV ein, aus der später der badische Landesverband der CDU hervorging. 1945 wurde er Bürgermeister der Gemeinde Freiamt. Von 1946 bis 1947 war er Mitglied der Beratenden Landesversammlung des Landes Baden, von 1947 bis 1952 Mitglied des Badischen Landtages und vom 22. Oktober 1963, als er für den verstorbenen Abgeordneten Willi Häfner nachrückte, bis 1964 Mitglied des baden-württembergischen Landtages für den Wahlkreis Emmendingen.